# Министерство на образованието на САЩ
Министерството на образованието на САЩ (на английски език: United States Department of Education) е един от изпълнителните департаменти на САЩ.
Министерството е създадено през 1980 година след разделянето на съществуващото дотогава Министерство по здравеопазване, образование и социално подпомагане.
За разлика от много други страни образованието в САЩ е силно децентрализирано, основна роля имат щатските и местни училищни съвети, а ролята на Министерството на образованието е сравнително малка. Ето защо и щатът на министерството е един от най-малките. През 2007 година в него работят 4500 души, бюджетът му е около 70 млрд. долара.
В задачите на министерството влизат основни функции като: разпределение на федералните финансови средства за образование, събиране на информация за американските училища, осигуряване на равен достъп до образование.